# Project Hail Mary
Project Hail Mary är en kommande amerikansk science fiction-äventyrsfilm producerad och regisserad av Phil Lord och Christopher Miller, samt skriven av Drew Goddard. Filmen bygger på Andy Weirs roman Uppdrag Hail Mary: Ensam i rymden från 2021. I rollerna ses Ryan Gosling (även han producent för filmen), Sandra Hüller och Milana Vayntrub.
Filmen är planerad att släppas för biopremiär i USA den 20 mars 2026, med Amazon MGM Studios och Sony Pictures Releasing som ansvarig distributör/utgivare. Inspelningen ägde rum i Storbritannien från den 3 juni till den 26 oktober 2024.

## Premiss
Astronauten Ryland Grace vaknar upp på en rymdfarkost utan minne av sig själv eller sitt uppdrag. Han drar långsamt slutsatsen att han är den enda överlevande av en besättning som skickats till solsystemet Tau Ceti i jakt på en lösning på en katastrofal händelse på jorden. I sitt sökande efter svar måste Grace förlita sig på sin stora mängd vetenskaplig kunskap, ren uppfinningsrikedom och mänskliga vilja – men han kanske inte behöver söka ensam.

## Rollista
| Ryan Gosling    | – Ryland Grace     |
| Sandra Hüller   | – Eva Stratt       |
| Milana Vayntrub | – Olesya Ilyukhina |
| Lionel Boyce    | – TBA              |
| Ken Leung       | – TBA              |